# Славковичи (Псковская область)
Славковичи — село в Порховском районе Псковской области.

## Описание
Имеется несколько продовольственных магазинов, церковь, средне-образовательная школа, детский сад.
Из центра поселка расходятся дороги на окружающие населённые пункты.
Протекает река Черёха.
В Славковской средней школе открыт Музей истории посёлка Славковичи.

## Население
| 1939 | 2000  | 2001  | 2002  | 2010 |
| ---- | ----- | ----- | ----- | ---- |
| 587  | ↗1239 | →1239 | ↘1031 | ↘757 |

## История
Погост Славковичи упоминается в Писцовых Книгах 1585-87 гг., как центр Славковской губы Рожнитцкой засады. В 1927—1959 гг. Славковичи были центром Славковского района.

## Достопримечательности
- Храм Успения Пресвятой Богородицы в Славковичах, построенный в 1810 году. В 1920-е годы он был закрыт. С 1962 года в Успенском храме возобновил богослужение отец Евгений Степанов.
- Братская могила советских воинов и мирных жителей. Всего похоронено 225 чел. (140 военнослужащих, 54 партизана, 26 местных жителей). Памятник установлен в 1960 г.

## Знаменитые жители
В Славковичах родился и жил Василий Шелгунов, один из старейших участников социал-демократического движения в России. Член Коммунистической партии с 1898 года.